# Moluki Północne
Moluki Północne (indonez. Maluku Utara) – prowincja w Indonezji obejmująca północną część archipelagu Moluki (granicę stanowi morze Seram). Powierzchnia 31 983 km²; 1,28 mln mieszkańców (2020); stolica Sofifi. Dzieli się na 2 okręgi miejskie i 6 dystryktów.
Historycznie Moluki Północne były centrum czterech znaczących sułtanatów we wschodniej części dzisiejszej Indonezji – Bacanu, Jailolo, Tidore i Ternate. Region ten to tzw. Moluki właściwe i obejmuje pierwotne Wyspy Korzenne. Rodzime określenie tych terenów to Moloku/Maloko Kie Raha, w nawiązaniu do „czterech gór/wysp” (ternate kie raha) lub „czterech królestw”. Do 1999 roku terytorium należało do prowincji Moluki. Od 4 sierpnia 2010 stolicą jest Sofifi, wcześniej tymczasową siedzibą władz i administracji było miasto Ternate. Według wartości regionalnego produktu krajowego brutto (2006) jest to najbiedniejsza prowincja Indonezji. Jest jedną z prowincji kraju o najniższej liczbie ludności.
Prowincję zamieszkuje ludność zróżnicowana pod względem etnolingwistycznym. Ogółem na tym obszarze wyróżnia się ok. 30 języków oraz taką samą liczbę grup etnicznych, do których zaliczają się zarówno ludy austronezyjskie (jak np. Buli, Maba, Patani), jak i nieaustronezyjskie (m.in. Ternate, Tidore, Tobelo). Region stanowi strefę kontaktów między użytkownikami języków austronezyjskich i papuaskich.
W prowincji funkcję lingua franca pełni język malajski, a jego lokalna odmiana jest głównym językiem ośrodków miejskich (takich jak Ternate i Tobelo). Drugim często używanym językiem jest oficjalny indonezyjski, który służy jako odmiana wysoka (w sytuacji dyglosji). Poza malajskim zasięg ponadlokalny mają języki ternate i tidore. Mieszkańcy wsi posługują się wieloma odrębnymi językami etnicznymi, często spoza rodziny austronezyjskiej.
Najważniejsze wyspy i grupy wysp wchodzące w skład prowincji to:
- Bacan
- Halmahera
- Morotai
- Ternate
- Tidore
- Wyspy Obi
- Wyspy Sula

Wyspy Moluków Północnych (a w szczególności Ternate, Tidore, Mare, Moti i Makian) były od czasu odkrycia przez Europejczyków nazywane Wyspami Korzennymi. Największa wyspa to Halmahera (17 780 km²).
Gospodarka: rolnictwo (ryż, kukurydza, orzechy kokosowe, przyprawy korzenne); rybołówstwo; eksploatacja lasów.
Główne miasta: Ternate, Tidore, Tobelo, Jailolo.